# Nationalstraße 216 (China)
Die Nationalstraße 216 (chinesisch 216国道, Pinyin 216 Guódào, englisch China National Highway 216), chin. Abk. G216, ist eine 857 km lange, in Nord-Süd-Richtung verlaufende Fernstraße im Nordwesten Chinas im Autonomen Gebiet Xinjiang. Sie führt von Altay über Fukang und Ürümqi nach Baluntai im Kreis Hejing, wo sie in die G218 einmündet.